# Okres Feldkirch
Okres Feldkirch  (německy Bezirk Feldkirch) je jedním ze čtyř správních okresů v rakouské spolkové zemi Vorarlbersko. Jeho okresní hejtmanství se nachází ve městě Feldkirch.
Okres má rozlohu 278,31 km² a žije zde 109 974 obyvatel (k 1. 1. 2021).
Na západě sousedí okres s Lichtenštejnským knížectvím a na severozápadě se švýcarským kantonem St. Gallen. Rakouskými sousedy jsou okres Dornbirn na severu, okres Bregenz na východě a okres Bludenz na jihu. Samotný okres Feldkirch je nejzápadnějším okresem celého Rakouska.
Území okresu Feldkirch se v průběhu času výrazně změnilo. Přibyly některé obce, na druhou stranu celá oblast dnešního okresu Dornbirn byla do roku 1969 také součástí okresu Feldkirch. Rozdělení bylo způsobeno v neposlední řadě tím, že v roce 1968 byl Feldkirch okresem s největším počtem obyvatel (asi 130 000) v Rakousku.

## Správa
Celý správní okres má nyní rozlohu 278,31 km² a je územně shodný se soudním okresem Feldkirch.
Je rozdělen do 24 obcí (z toho 1 město, 3 městyse a 20 obcí vesnického typu).

## Města a obce

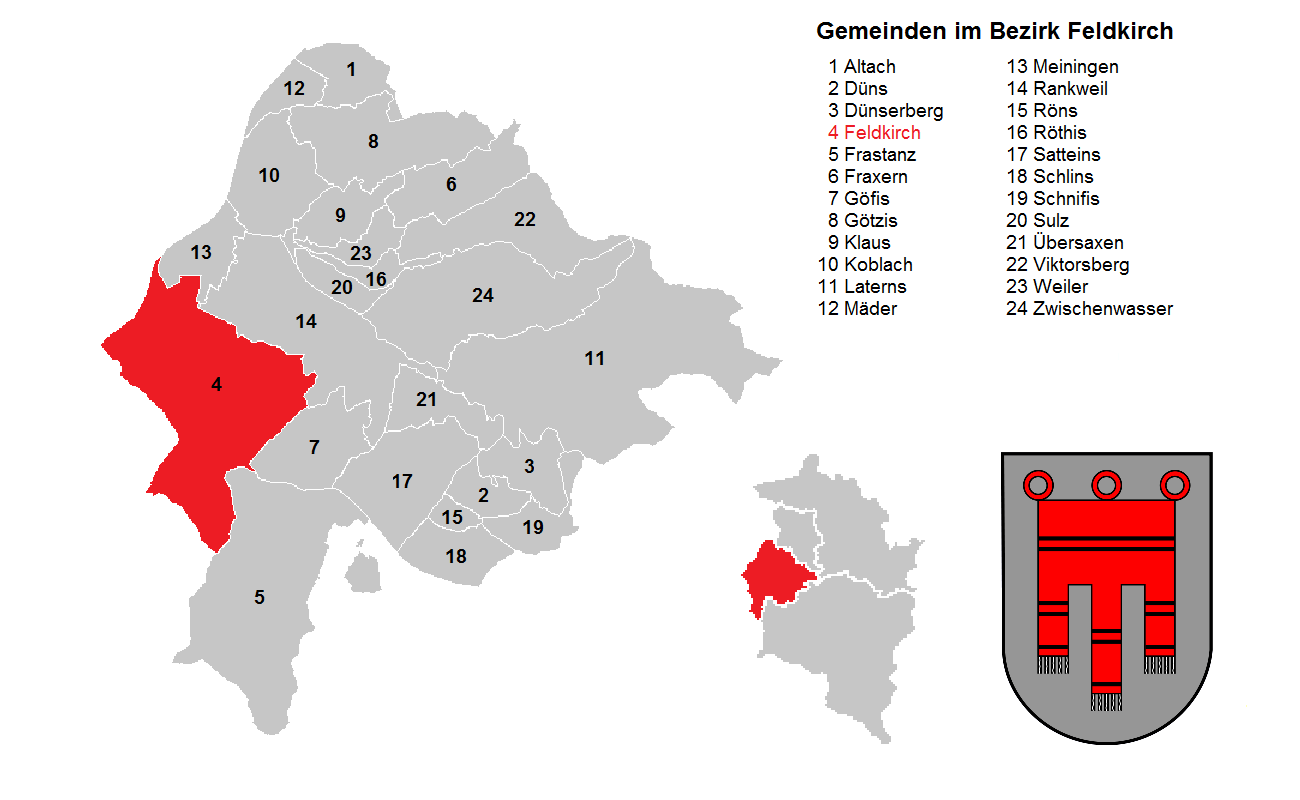
Obce v okrese Feldkirch (okresní město Feldkirch je označeno červeně)

Údaje o populaci jsou platné k 1. lednu 2021.
| Obec           | Poloha | Počet obyv. | km²   | Obyv./ km² | Soudní okres | Oblast       | Typ obce | Foto |
| -------------- | ------ | ----------- | ----- | ---------- | ------------ | ------------ | -------- | ---- |
| Altach         |        | 6932        | 5,36  | 1293       | Feldkirch    | Rýnské údolí | Obec     |      |
| Düns           |        | 427         | 3,46  | 124        | Feldkirch    | Walgau       | Obec     |      |
| Dünserberg     |        | 141         | 5,55  | 25         | Feldkirch    | Walgau       | Obec     |      |
| Feldkirch      |        | 34987       | 34,34 | 1019       | Feldkirch    | Rýnské údolí | Město    |      |
| Frastanz       |        | 6593        | 32,30 | 204        | Feldkirch    | Walgau       | Městys   |      |
| Fraxern        |        | 728         | 8,87  | 82         | Feldkirch    | Walgau       | Obec     |      |
| Göfis          |        | 3329        | 9,07  | 367        | Feldkirch    | Walgau       | Obec     |      |
| Götzis         |        | 11918       | 14,64 | 814        | Feldkirch    | Rýnské údolí | Městys   |      |
| Klaus          |        | 3063        | 5,25  | 584        | Feldkirch    | Rýnské údolí | Obec     |      |
| Koblach        |        | 4825        | 10,25 | 471        | Feldkirch    | Rýnské údolí | Obec     |      |
| Laterns        |        | 687         | 43,79 | 16         | Feldkirch    | Laternstal   | Obec     |      |
| Mäder          |        | 4138        | 3,39  | 1222       | Feldkirch    | Rýnské údolí | Obec     |      |
| Meiningen      |        | 2373        | 5,37  | 442        | Feldkirch    | Rýnské údolí | Obec     |      |
| Rankweil       |        | 12021       | 21,87 | 550        | Feldkirch    | Rýnské údolí | Městys   |      |
| Röns           |        | 374         | 1,45  | 259        | Feldkirch    | Walgau       | Obec     |      |
| Röthis         |        | 2163        | 2,73  | 793        | Feldkirch    | Rýnské údolí | Obec     |      |
| Satteins       |        | 2717        | 12,70 | 214        | Feldkirch    | Walgau       | Obec     |      |
| Schlins        |        | 2499        | 6,06  | 413        | Feldkirch    | Walgau       | Obec     |      |
| Schnifis       |        | 809         | 4,87  | 166        | Feldkirch    | Walgau       | Obec     |      |
| Sulz           |        | 2611        | 3,02  | 865        | Feldkirch    | Rýnské údolí | Obec     |      |
| Übersaxen      |        | 620         | 5,76  | 108        | Feldkirch    | Rýnské údolí | Obec     |      |
| Viktorsberg    |        | 422         | 12,51 | 34         | Feldkirch    | Rýnské údolí | Obec     |      |
| Weiler         |        | 2242        | 3,08  | 727        | Feldkirch    | Rýnské údolí | Obec     |      |
| Zwischenwasser |        | 3355        | 22,63 | 148        | Feldkirch    | Rýnské údolí | Obec     |      |